# 타임뉴스
타임뉴스는 (주)타임뉴스(회장 김정욱)에서 발행하는 대한민국의 인터넷신문이다. 금융·증권, 경제, 산업, 생활경제, IT·과학, 정치, 사회, 연예, 스포츠 등 다양한 분야의 기사를 다루고 있다. 2007년 5월 국민시사환경일보로 창간해 이듬해 (주)타임뉴스로 제호로 변경하고 지면 발행을 했고, 2008년 5월 김정욱 대표이사가 취임을 했다. (주)타임뉴스 제호로 온라인뉴스를 제공해 왔다. 2009년 1월에는 (주)타임뉴스로 제호를 통합하여 지면 발행 및 인터넷뉴스를 제공하고 있다. 현재 전국 174개의 지사를 두고  전국 각지에서 취재 및 기사 제공을 하고 있다. 발행인은 김정욱이다.

## 연혁
2007. 05. 국민시사환경일보 창간
2008. 05. 국민시사환경일보 <타임뉴스> 제호 변경
2008. 06. 인터넷 종합일간지 <타임뉴스> 창간
2009. 04. 전국 174개 지역 네트워크 작업 완료
2009. 05. 지역신문 최초 보도자료 자동송고 프로그램 구축
2009. 09. 환경의 날 기념 에너지 사업 출범
2010. 02. (주)타임뉴스 일간신문 등록</ref>
2010. 10. 전국 174개 지역대표 참석
2011. 02. 자체기반 UCC솔루션 개발</ref>
2011. 02. 자체 기반 블로그 솔루션 개발</ref>
2013. 03. 자체 기반 E-Book 솔루션 개발</ref>
2015. 07. 전국 지사장 인터넷 기사작성 교육
2016. 10. 서울 지사 창립식
2017. 12. 재단법인 ISEA협정식
2018. 01. 사단법인 한국수상인명구조협회 표창장
2018. 06. 재단법인 인류생존국제기구 표창장
2018. 12. 저작권 OK지정서
2019. 01. 경기도의회장 표창장
2019. 02. (주)타임뉴스 상표등록 완료